# زردكي السفلي (أنغالي)
زردکي السفلی (بالفارسية: زردکی سفلی) هي قرية تقع في إيران في قسم أنغالي.